# Stadtwerke Halle
Die Stadtwerke Halle GmbH, mit Hauptsitz in Halle (Saale), bietet von Energie- und Wasserversorgung über den öffentlichen Personennahverkehr, Wertstofferfassung, Abwasserbeseitigung, Abfallentsorgung, Straßenreinigung, Winterdienst, Logistik-, Deponie- und Infrastrukturleistungen sowie Datenverarbeitungsservices bis hin zu Bäderbetrieb und Stadtbeleuchtung als Unternehmensgruppe sämtliche Leistungen der kommunalen Daseinsvorsorge und Dienstleistungen für die Wirtschaft aus einer Hand.

## Geschichte
Die Stadtwerke Halle GmbH wurden am 25. Juni 1991 gegründet und am 21. September 2009 mit der kommunalen Holding Verwaltungsgesellschaft für Versorgungs- und Verkehrsbetriebe der Stadt Halle (Saale) mbH (VVV) verschmolzen. Die neue Holding heißt weiterhin Stadtwerke Halle GmbH. Damit wurde die HAVAG, der hallesche öffentliche Personennahverkehr, in die kommunale Holding integriert. Anfang 2010 wurde die Deponie Halle-Lochau von der Stadt an die Stadtwerke verkauft. Im selben Jahr wurden die städtischen Bäder an die Stadtwerke Halle übergeben.

Ehemaliges Logo der Stadtwerke Halle

Das Turbinenläuferdenkmal Halle auf dem Gelände des Heizkraftwerkes Halle-Trotha erinnert an das braunkohlebefeuerte Heizkraftwerk „Rudolf Breitscheid“.

## Konzernstruktur
Die Stadtwerke Halle sind eine hundertprozentige Tochter der Stadt Halle (Saale). Im Geschäftsjahr 2022 erzielte der Konzernverbund einen Umsatz von 910 Millionen Euro.
Die Stadtwerke Halle agieren auf den vier Geschäftsfeldern Energie (Energieversorgung, Energieeffizienz-Dienstleistung), Wasser und Entsorgung (Wasserversorgung, Abwasserentsorgung, Abfallentsorgung, Sekundärrohstoffe), Mobilität (Öffentlicher Personennahverkehr, Mobilität, Logistik) und Services (Kommunale Infrastruktur-Dienstleistungen, Interne Dienste).

### Energie
Die EVH GmbH ist eine 100%ige Tochter der SWH und betreibt zwei Kraftwerke in Halle, das Kraftwerk Halle-Dieselstraße und das Kraftwerk Halle-Trotha. Beides sind Gas- und Dampfturbinenkraftwerke mit Kraft-Wärme-Kopplung.
Am Standort Dieselstraße betreibt die EVH einen Energie- und Zukunftsspeicher. Er nutzt Wasser als Speichermedium, arbeitet drucklos und hat eine zylindrische Form. Mit einer Höhe von ca. 45 m und einem Durchmesser von ca. 40 m fasst er ca. 50.000 Kubikmeter Wasser und hat eine Kapazität von rund 2.000 Megawattstunden.
Die EVH errichtet derzeit gemeinsam mit 50Hertz eine Power-to-Heat-Anlage mit 40 MW thermischer Leistung (Inbetriebnahme im Jahr 2023).
Die Versorgungsnetze für elektrische Energie, Erdgas und Fernwärme gehören zur Energieversorgung Halle Netz GmbH.

### Wasser und Entsorgung
Die Hallesche Wasser und Stadtwirtschaft GmbH ist eine 100%ige Tochter der SWH und betreibt die Kläranlage Halle-Nord, eine der modernsten biologischen Großkläranlagen ihrer Art. Bis zu 75.000 Kubikmeter Abwasser kann die voll ausgelastete Anlage am Tag reinigen. Mitarbeiterinnen und Mitarbeiter der Halleschen Wasser und Stadtwirtschaft GmbH kontrollieren permanent die Einhaltung von gesetzlich vorgeschriebenen Grenzwerten und weitere Überwachungswerte am Auslauf in die Saale.
Die Hallesche Wasser und Stadtwirtschaft GmbH betreibt das Rohrleitungsnetz für die Trinkwasserversorgung und das Kanalnetz für die Abwasserentsorgung.
Die Hallesche Wasser und Stadtwirtschaft GmbH betreibt außerdem eine Reihe von abfallwirtschaftlichen Anlagen, darunter: Sortieranlagen, Sonderabfallzwischenlager und Wertstoffmärkte. Die Abfallwirtschaft GmbH Halle-Lochau verwaltet den Deponiestandort Halle-Lochau. Die RAB Halle GmbH betreibt eine Sortieranlage für Rest- und Sperrmüll auf dem Gelände der Deponie Halle-Lochau.
Darüber hinaus sind die Stadtwerke mit 24,3 % an der Fernwasserversorgung Elbaue-Ostharz beteiligt.

### Logistik und Öffentlicher Personennahverkehr
Das SWH-Unternehmen Hallesche Verkehrs Aktiengesellschaft (HAVAG) betreibt Straßenbahn- und Busverkehre in Halle sowie eine Straßenbahnstrecke im Umland bis Bad Dürrenberg. Weiterhin verfügt sie über zwei Betriebshöfe mit Abstell-, Wartungs- und Werkstattanlagen in der Freiimfelderstraße und am Rosengarten.
Die Container Terminal Halle (Saale) GmbH betreibt am Standort Halle (Saale) den öffentlichen Binnenhafen Halle mit dem Leistungsschwerpunkt des Container Terminals Halle Saale – kurz CTHS und fokussiert ihre Leistungen innerhalb der Logistikkette, auf den Umschlag von Seecontainern im In- und Export weltweit. Diese Basis ist der Ausgangspunkt für weitere logistische Dienstleistungen am Standort Hafen Halle.

### Kommunale Infrastruktur und Services
Die Maya mare GmbH & Ko. KG betreibt das im mexikanischen Stil gestaltete Bade- und Saunaparadies Maya Mare, das in der Bauhülle eines alten Wasserwerkes errichtet wurde. Sieben Schwimmanlagen betreut die Bäder Halle GmbH (BHG): die drei Schwimmhallen Neustadt, Saline und Stadtbad (Halle (Saale)), ebenso wie die zwei Freibäder Saline und Nordbad sowie das an einen privaten Betreiber verpachtete Naturbad Angersdorfer Teiche. Außerdem betreibt die BHG die Schwimmhalle im Sportkomplex der Robert-Koch-Straße im Auftrag der Stadt Halle.
Zur SWH gehört weiterhin die IT-Consult Halle GmbH, die IT-Leistungen für die SWH-Gruppe und die Stadt Halle (Saale) erbringt.
Weitere Beteiligungen bestehen mit 23,8 % an der AVE GmbH, einer Gesellschaft für Abrechnungs- und Servicedienstleistungen und mit 15 % an der Technologie- und Gründerzentrum Halle GmbH, die den Weinberg Campus betreibt.
Die Stadtwerke Halle betreiben ein Museum, das Historische Technikzentrum.